# 私の彼が姉の夫になった理由
『私の彼が姉の夫になった理由』（わたしのかれがあねのおっとになったりゆう）は、美桜せりなによる日本の漫画作品。ファンギルドの女性コミックレーベル「cherish」の作品として、2023年4月15日よりコミックシーモアほかにて電子コミックとして配信中。
2025年8月より、毎日放送にてテレビドラマが放送中。

## 書誌情報
電子書籍のみの発売。
- 美桜せりな 『私の彼が姉の夫になった理由』 ファンギルド〈cherish〉、既刊5巻（2025年5月21日現在）
  1. 2024年10月9日発売[4]
  2. 2024年11月13日発売[5]
  3. 2024年12月11日発売[6]
  4. 2025年1月22日発売[7]
  5. 2025年5月21日発売[8]

## テレビドラマ
2025年8月8日（7日深夜）から毎日放送「ドラマフィル」枠で放送中。主演は秋田汐梨と影山拓也（IMP.）と高田里穂。

### キャスト

#### 主要人物
宮田愛子（みやた あいこ）
演 - 秋田汐梨（幼少期：藤本葵衣）
アパレル会社社員。
吉村優馬（よしむら ゆうま）
演 - 影山拓也（IMP.）
愛子の幼馴染で恋人。父の病院を継ぐ予定。
宮田紗栄子（みやた さえこ）
演 - 高田里穂（幼少期：夏目乃碧）
愛子の姉。

#### 周辺人物
牧野崇利（まきの たかとし）
演 - 池田匡志
愛子の会社の新人アルバイト。
山岡麻衣（やまおか まい）
演 - 北野日奈子
愛子が働いている店の店長。
吉村百合子（よしむら ゆりこ）
演 - 赤間麻里子
優馬の母。
吉村正樹（よしむら まさき）
演 - 丸山智己
優馬の父。病院の院長。

### スタッフ
- 原作 - 美桜せりな『私の彼が姉の夫になった理由』（出版社 ファンギルド）[3][11]
- 脚本 - 遠山絵梨香[3][11]
- 監督 - 藤澤浩和[3][11]
- 音楽 - 菅野みづき[3][11]
- オープニング主題歌 - Re:name「I've」（Lukie Waves）[11]
- エンディング主題歌 - IMP.「Reckless Love」（TOBE MUSIC）
- チーフプロデューサー - 丸山博雄
- プロデューサー - 村島亘、和田圭介、山咲藍、伊集院文嗣
- 制作プロダクション - スタジオブルー[3][11]
- 製作 - 「私の彼が姉の夫になった理由」製作委員会、毎日放送[3][11]

### 放送日程
| 話数  | 放送日  | サブタイトル                 |
| ----- | ------- | ---------------------------- |
| 第1話 | 8月08日 | 目が覚めたら恋人が姉の夫に!? |
| 第2話 | 8月15日 | 仕組まれた転落               |

### 放送局
| 放送期間        | 放送時間                     | 放送局       | 対象地域   | 備考           |
| --------------- | ---------------------------- | ------------ | ---------- | -------------- |
| 2025年8月8日 -  | 金曜 1:00 - 1:30（木曜深夜） | テレビ神奈川 | 神奈川県   | 29分先行放送。 |
|                 | 金曜 1:29 - 1:59（木曜深夜） | 毎日放送     | 近畿広域圏 | 製作局         |
| 2025年8月12日 - | 火曜 0:00 - 0:30（月曜深夜） | テレビ埼玉   | 埼玉県     |                |
| 2025年8月13日 - | 水曜 0:30 - 1:00（火曜深夜） | 群馬テレビ   | 群馬県     |                |
|                 | 水曜 23:30 - 0:00            | とちぎテレビ | 栃木県     |                |
| 2025年8月14日 - | 木曜 23:00 - 23:30           | チバテレ     | 千葉県     |                |

### ネット配信
| 配信開始月 | 配信サイト           | 配信料金     | 備考           |
| ---------- | -------------------- | ------------ | -------------- |
| 2025年8月  | FOD（FODプレミアム） | 定額制有料   | 見放題独占配信 |
| 2025年8月  | MBS動画イズム        | 広告付き無料 | 見逃し配信     |
| 2025年8月  | TVer                 | 広告付き無料 | 見逃し配信     |

| 毎日放送 ドラマフィル                    | 毎日放送 ドラマフィル      | 毎日放送 ドラマフィル |
| 前番組                                   | 番組名                     | 次番組                |
| ---------------------------------------- | -------------------------- | --------------------- |
| 彩香ちゃんは弘子先輩に恋してる 2nd Stage | 私の彼が姉の夫になった理由 | -                     |